# Fabio Vullo
Fabio Vullo (Massa, 1º settembre 1964) è un ex pallavolista italiano, di ruolo palleggiatore.

## Carriera

### Giocatore

#### Club

Vullo al CUS Torino nella stagione 1985-86

Vinse ventenne il suo primo scudetto nel 1984, nel CUS Torino allenato da Silvano Prandi. Successivamente, nel 1986 passò alla corte di Julio Velasco nella Panini di Modena, su insistenza di quest'ultimo, che lo volle al posto di Francesco "Pupo" Dall'Olio.
Vullo vinse tre scudetti consecutivi sotto la guida di Velasco; poi quando questi lasciò Modena per la nazionale italiana, il palleggiatore vinse la Coppa Campioni nel 1990 e passò in quell'estate al Porto Ravenna, dove conquistò uno scudetto e tre Coppe dei Campioni. Nel 1994 ritornò a Modena, dove nel 1995 e nel 1997 vinse altri due scudetti.
Nel 2001 vinse l'ennesimo scudetto con il Treviso, dove ritrovò in campo dapprima l'ex compagno di nazionale, Lorenzo Bernardi, e poi in panchina, l'anno dopo, Daniele Bagnoli, già suo allenatore a Modena dal 1994 al 2000.
Avendo vinto 8 volte il campionato italiano tra Modena, Ravenna e Treviso, è inferiore in quanto a scudetti vinti solo ai 9 di Bernardi.

#### Nazionale
Fece parte della spedizione azzurra che vinse – anche grazie al boicottaggio delle nazionali del blocco orientale – la medaglia di bronzo ai Giochi olimpici di Los Angeles 1984.
Tra gli elementi che presero parte alla genesi della cosiddetta generazione di fenomeni, tuttavia i successi di Vullo in nazionale, oltre al succitato bronzo losangelino, si fermeranno alla World League 1992; questo perché dal 1989 il commissario tecnico Velasco, scatenando non poche polemiche, decise di non convocarlo più, fatta eccezione per la breve parentesi della summenzionata World League e della deludente spedizione olimpica di Barcellona 1992, preferendogli Paolo Tofoli.

### Dopo il ritiro
Nel 2004 Vullo lasciò la pallavolo giocata e divenne commentatore per la carta stampata e la televisione, assumendo anche la carica di assessore allo sport per il Comune di Massa. Nel 2012 venne eletto presidente del Comitato Provinciale FIPAV di Massa.

## Palmarès

### Club

#### Competizioni nazionali

Vullo festeggia la vittoria di Porto Ravenna nel campionato 1990-91

- Campionato italiano: 8

CUS Torino: 1983-84
Panini/Daytona: 1986-87, 1987-88, 1988-89, 1994-95, 1996-97
Porto Ravenna: 1990-91
Treviso: 2000-01
- Coppa Italia: 6

Porto Ravenna: 1990-91
Panini/Daytona: 1987-88, 1988-89, 1994-95, 1996-97, 1997-98
- Supercoppa italiana: 1

Daytona: 1997

#### Competizioni internazionali
- Champions League: 7

Panini/Daytona: 1989-90, 1995-96, 1996-97, 1997-98
Porto Ravenna: 1991-92, 1992-93, 1993-94
- Coppa delle Coppe: 2

CUS Torino: 1983-84
Daytona: 1994-95
- Supercoppa europea: 3

Porto Ravenna: 1992, 1993
Daytona: 1995
- Campionato mondiale per club: 1

Porto Ravenna: 1991

### Nazionale
- World League di pallavolo: 1

1992